# Szczelinowiec cylindryczny
Szczelinowiec cylindryczny (Neolamprologus cylindricus) – słodkowodna, drapieżna ryba z rodziny pielęgnicowatych. Hodowana w akwariach. 
Występowanie: litoral skalny i żwirowy południowej części Jeziora Tanganika w Afryce, wybrzeża południowej Tanzanii i wschodniej Zambii.

## Opis
Ciało cylindryczne, szaro-żółte, pokryte pionowymi, ciemnymi pręgami. Osiąga długość do 11 cm. Niebieskie krawędzie płetw. Na płetwie grzbietowej żółty pasek. 
Ryby terytorialne, agresywne (agresja wewnątrzgatunkowa, nie zaleca się trzymania więcej niż jednej pary w zbiorniku), wyznaczają rewiry, których zaciekle bronią. Dobierają się w pary (gatunek monogamiczny). Za swoją kryjówkę i miejsce rozrodu obierają groty lub szczeliny skalne. Samica składa (zwykle na ścianach groty lub szczeliny skalnej) do 150 ziaren ikry. Larwy wykluwają się po ok. 2 dniach, a po kolejnych 7 dniach narybek rozpoczyna samodzielne żerowanie. Opieką nad ikrą i narybkiem zajmuje się samica. Samiec broni rewiru przed intruzami.
Dymorfizm płciowy: samce mają dłuższe płetwy brzuszne i są większe od samic.
| Zalecane warunki w akwarium | Zalecane warunki w akwarium          |
| --------------------------- | ------------------------------------ |
| Zbiornik                    | minimum 60 cm                        |
| Temperatura wody            | 25–29 °C                             |
| Twardość wody               | twarda 8–25°n                        |
| Skala pH                    | 7,5–8,5                              |
| Pokarm                      | żywy, mrożony, kawałki rybiego mięsa |